# Dorsale Aramis
Le dorsale Aramis è una catena montuosa dell'Antartide che costituisce una parte della più grande catena dei monti del Principe Carlo. Situata vicino al tratto di costa della Terra di Mac. Robertson chiamato costa di Lars Christensen, questa catena si trova circa 16 km a sud della dorsale Porthos, si snoda in direzione est-ovest per circa 45 km ed è costeggiata per buona parte della sua lunghezza dal ghiacciaio Cariddi, presente lungo il suo versante settentrionale.

## Storia
La dorsale Aramis è stata osservata e fotografata per la prima volta durante ricognizioni aeree effettuate nel corso dell'operazione Highjump, 1946-1947. In seguito essa è stata meta di diverse spedizioni di ricerca antartica australiane, dapprima nel novembre 1955, quando fu visitata la sua parte occidentale, e poi nel dicembre 1956, quando la spedizione guidata da W. G. Bewsher ne esplorò la parte orientale. La dorsale è stata poi così battezzata dal Comitato australiano per i toponimi e le medaglie antartici in onore di Aramis, un personaggio del romanzo I tre moschettieri, di Alexandre Dumas, il libro maggiormente letto durante il sopraccitato viaggio del dicembre 1956 nel continente antartico.